# Поезд в тёплый край
«Поезд в тёплый край» — один из известных, наиболее «жёстких» рассказов Сергея Лукьяненко. Написан в 1992 году. Опубликован в журнале «Фантакрим-МЕГА» в 1993 году. В дальнейшем неоднократно переиздавался.

## Сюжет
Во всём мире наступила зима с непереносимыми морозами, их нет только в долине Тёплый Край. Непрерывным потоком в неё идут беженцы, едут поезда. Разумеется, билеты достать очень непросто. Повествование ведётся от лица мужчины, чьи дети опоздали на спасительный поезд. На одной из станций он подбирает двух осиротевших мальчишек, и, в силу сложившихся обстоятельств, продолжает путь с ними пешком. С большим трудом добравшись до границ Тёплого Края, мужчина видит последний участок железной дороги — выходной портал тоннеля, за которым следует мост над ущельем. Мост взорван, и очередной поезд падает в ущелье. Беженцев, добирающихся пешком, расстреливают с вертолёта. Мужчина укладывает смертельно уставших детей спать, понимая, что шансов выжить нет — вертолёт неумолимо приближается к ним. Сжимая в руке купленный ранее пистолет, он встречает врага лицом к лицу.